# Карєв Григорій Андрійович
Карєв Григорій Андрійович (1914—1992) — радянський письменник та поет. Нагороджений орденами Червоного Прапора, Вітчизняної війни І ступеня, двома орденами Червоної Зірки.

## Життєпис
Народився 14 лютого 1914 року у селі Бежбайраки Кіровоградської області. Працював у пресі, вчителем. Учасник II Світової війни. Закінчив Військово-політичну академію ім. В. І. Леніна (1954). Літературні твори писав з 1945 року. Помер у 1992 році.

## Творчість
- Григорий Карев. Твой сын, Одесса. Маяк, 1990. Одеса: Маяк. 1969. 342 стр.
  - (передрук) Григорий Карев. Твой сын, Одесса. Маяк, 1990. 297 стр. ISBN 5-7760-0162-5

## Екранізації
- «Хлопчину звали капітаном» (1973) — російський радянський фільм режисера Марка Толмачова за повістю «Твій син, Одесо».